# Marcel Witeczek
Marcel Witeczek (Tychy, 18 ottobre 1968) è un ex calciatore tedesco di origini polacche, di ruolo attaccante.

## Palmarès

### Club

#### Competizioni nazionali
- Campionato tedesco: 2

Bayern Monaco: 1993-1994, 1996-1997

#### Competizioni internazionali
- Coppa UEFA: 1

Bayern Monaco: 1995-1996

### Individuale
- Capocannoniere del Mondiale Under-16: 1

Cina 1985 (8 reti)
- Scarpa d'oro del campionato del mondo Under-20: 1

Cile 1987 (7 gol)